# Andrés Ortiz-Osés
Andrés Ortiz-Osés (Tardienta, Huesca, 1943-Zaragoza, 18 de junio de 2021) fue un filósofo español, sacerdote católico, además de antropólogo y escritor aforístico, fundador de una hermenéutica simbólica del sentido.

## Biografía
Estudió teología en la Universidad Pontificia Comillas y posteriormente filosofía en la  Pontificia Universidad Gregoriana de Roma. Más tarde se trasladó a la Universidad de Innsbruck (Austria) donde se doctoró en filosofía hermenéutica. En Innsbruck asistió a las clases de Gadamer, Emerich Coreth y Franz-Karl Mayr. Ha colaborado con el Círculo Eranos (Suiza), inspirado por Carl Gustav Jung y del que han formado parte Karl Kerenyi, Mircea Eliade, Erich Neumann, Gilbert Durand y James Hillman entre otros.
Fue fundador de la hermenéutica simbólica. De ella se ha dicho que proporciona un giro a la disciplina originaria de Alemania, por el que «la razón clásica se convierte en razón-sentido, una razón sensible o sensual propia de una filosofía sudista, latino-mediterránea e hispano-americana, caracterizada por una razón afectiva».
La aportación de Ortiz Osés que más difusión ha tenido entre el gran público es posiblemente la dedicada el estudio de la mitología vasca, así como al llamado matriarcalismo vasco. La Universidad Nacional Autónoma de México ha publicado una obra sobre su pensamiento antropológico, coordinada por Blanca Solares, con el título El dios andrógino.
La revista Anthropos le dedicó un número monográfico. Fue miembro de honor de la Sociedad Española de Psicología Analítica, director de la colección Hermeneusis de la editorial Anthropos y profesor de las universidades de Zaragoza, Pontificia de Salamanca y Deusto, en la que se jubiló como catedrático emérito.
En su trayectoria realizó la intersección entre la escuela de Heidegger (hermenéutica) y la escuela de Jung (Círculo Eranos). El resultado es una filosofía del sentido.

## Obra
Su obra se extiende a lo largo de tres decenios y publicó más de treinta libros. Pueden organizarse en cuatro grupos:
1. Tratados hermenéuticos
  1. Antropología hermenéutica. Editorial Ricardo Aguilera, 1973. ISBN 84-7005-123-7
  2. Mundo, hombre y lenguaje crítico. Sígueme, 1976.
  3. Comunicación y experiencia interhumana. Descleé, 1977. ISBN 84-330-0383-6
  4. La nueva filosofía hermenéutica. Anthropos, 1986. ISBN 84-7658-017-7
  5. El Círculo de Eranos. Una Hermenéutica Simbólica del Sentido. Anthropos, 1994. ISSN 0211-5611
  6. Análisis y lectura del almacenamiento simbólico de Eranos. Anthropos, 1994. ISSN 0211-5611
  7. Claves de hermenéutica: para la filosofía, la cultura y la sociedad. Bilbao: Universidad de Deusto. Departamento de Publicaciones, 2005. ISBN 978-84-7485-479-4
  8. Diccionario de la existencia. Asuntos relevantes para la vida humana. En colaboración con Patxi Lanceros. Anthropos, 2006. ISBN 978-84-7658-799-7
  9. Diccionario de hermeneútica: una obra interdisciplinar para las ciencias humanas. Bilbao: Universidad de Deusto. Departamento de Publicaciones, 2006. ISBN 978-84-7485-917-1
  10. Hermenéutica de Eranos. Las estructuras simbólicas del mundo. Proemio Eugenio Trías. Apéndice de Gilbert Durand. Barcelona: Anthropos Editorial, 2012. ISBN 9788415260363
2. Estudios mitosimbólicos
  1. El matriarcalismo vasco. Universidad de Deusto, 1980. ISBN 84-7485-011-8
  2. El inconsciente colectivo vasco. Txertoa, 1982. ISBN 84-7148-107-3
  3. Antropología simbólica vasca. Anthropos, 1985. ISBN 84-85887-84-0
  4. C. G. Jung: Arquetipos y Sentido. Universidad de Deusto, 1988. ISBN 84-7485-086-X
  5. La identidad cultural aragonesa. Centro de Estudios Bajoaragoneses, 1992. ISBN 84-86982-33-2
  6. El sentido de la cultura vasca. Cultura popular vasca y deporte. Annals of Foreign Studies XLIII 1-31. Universidad de Kobe (Japón), 1998.
  7. Juego y simbolismo. Investigación de la cultura vasca. Universidad de Kobe (Japón), 1999. (Español-japonés)
  8. La diosa madre. Trotta, 1996. ISBN 84-8164-099-9
  9. Las claves simbólicas de nuestra cultura. Anthropos, 1992. ISBN 84-7658-307-9
  10. Cuestiones fronterizas. Anthropos, 1999. ISBN 84-7658-560-8
3. Filosofía del sentido de la vida
  1. Metafísica del sentido. Universidad de Deusto, 1989. ISBN 84-7485-108-4
  2. La razón afectiva, 2000. ISBN 84-8260-073-7
  3. Amor y Sentido, 2003. ISBN 84-7658-652-3.
  4. Razón y sentido. Aufsätze zur symbolischen Hermeneutik der Kultur. Filos Erlangen, 2005. ISBN 978-3-9808983-4-8
  5. El sentido de la existencia. Posmodernidad y nihilismo (con G. Vattimo). Universidad de Deusto, 2007. ISBN 9788498300758
  6. The Sense of the World. 2008. ISBN 978-1-888570-34-2 (Traducción inglesa de David Sumares)
  7. La herida romántica. Anthropos, 2008. ISBN 978-84-7658-878-9
  8. Heidegger y el ser-sentido. Universidad de Deusto, 2009. ISBN 978-84-9830-966-9
  9. Nietzsche: La disonancia encarnada. Libros del Innombrable. Zaragoza, (en prensa).
4. Aforismos
  1. Co-Razón. MRA, 1996. ISBN 84-88865-82-1
  2. Experiencia / Existencia. March Editor, 2006. ISBN 84-95608-77-4
  3. Filosofía de la experiencia. Instituto de Estudios Altoaragoneses, 2006. ISBN 84-8127-176-4
  4. Meditación del existir. ISBN 9788495399984
  5. El enigma de existir. Diputación de Valencia, 2008. ISBN 84-7822-529-3
  6. Espigas en la era. Micropedia de aforistas españoles vivos (Antología). Apeadero de Aforistas, 2020. ISBN 978-84-121271-0-2